# Турель

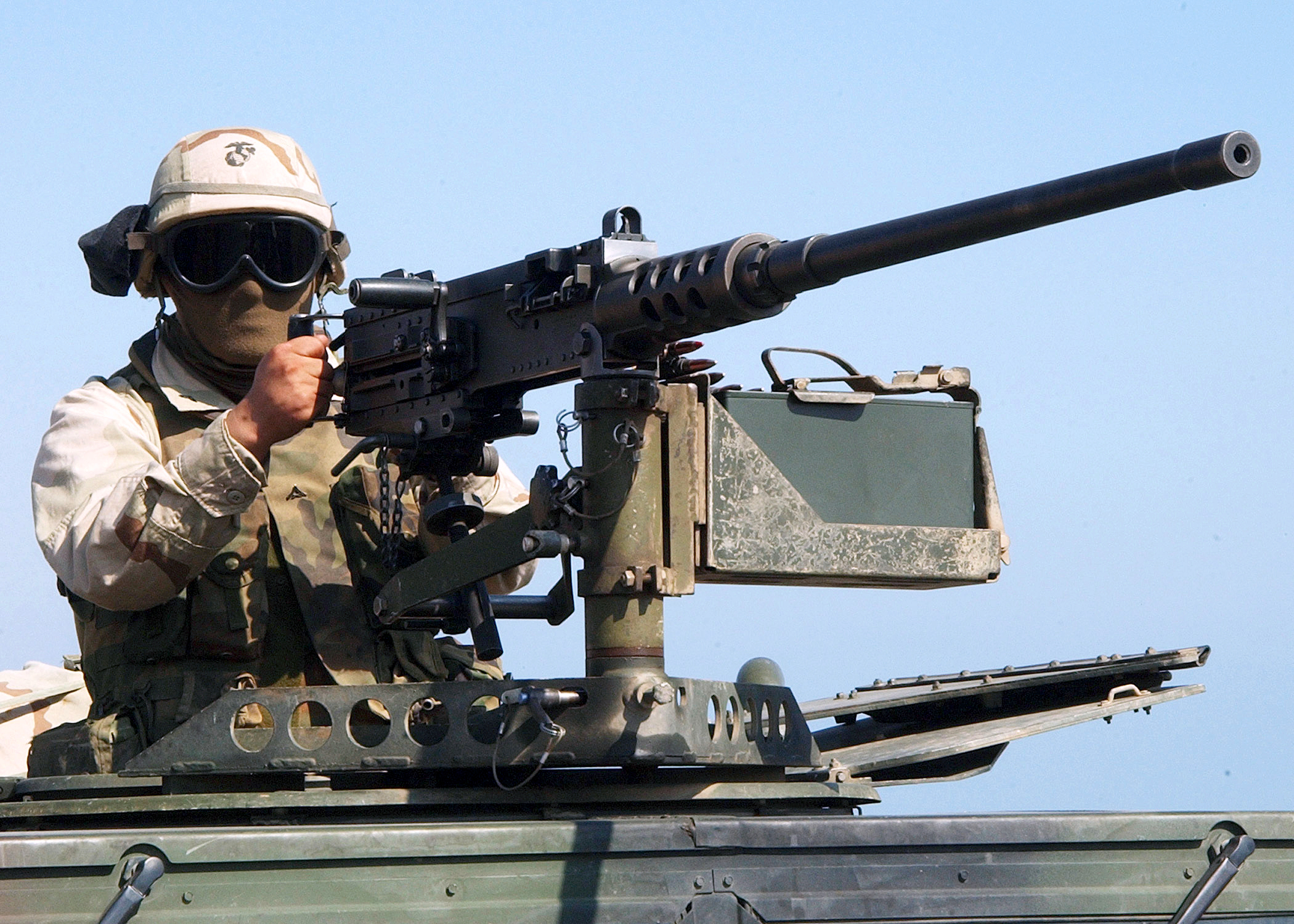
Турель з кулеметом M2

Туре́ль (фр. tourelle — «башточка») — установка для кріплення та застосування у бойових умовах кулемета, зазвичай великокаліберного, малокаліберної гармати або ракет. Забезпечує рух зброї в горизонтальній та вертикальній площинах. Дає змогу вести круговий або секторний обстріл.
Буває ручного, автоматичного та дистанційного керування. Турелі використовуються на танках й інших бронемашинах, позашляховиках, літаках та кораблях. Застосовуються у військових цілях із 1910 року.

## Види турелей
Турелі розрізняють за принципом керування: безпосередньо стрільцем або за допомогою (в деяких випадках виключно) механізмів, електроніки та оптики.

### Ручного керування
- відкриті — коли стрілець та механізми зброї не захищені
- частково закриті металевими щитками та/або склом, в тому числі броньованим
- закриті[2]

### Автоматичного та дистанційного керування

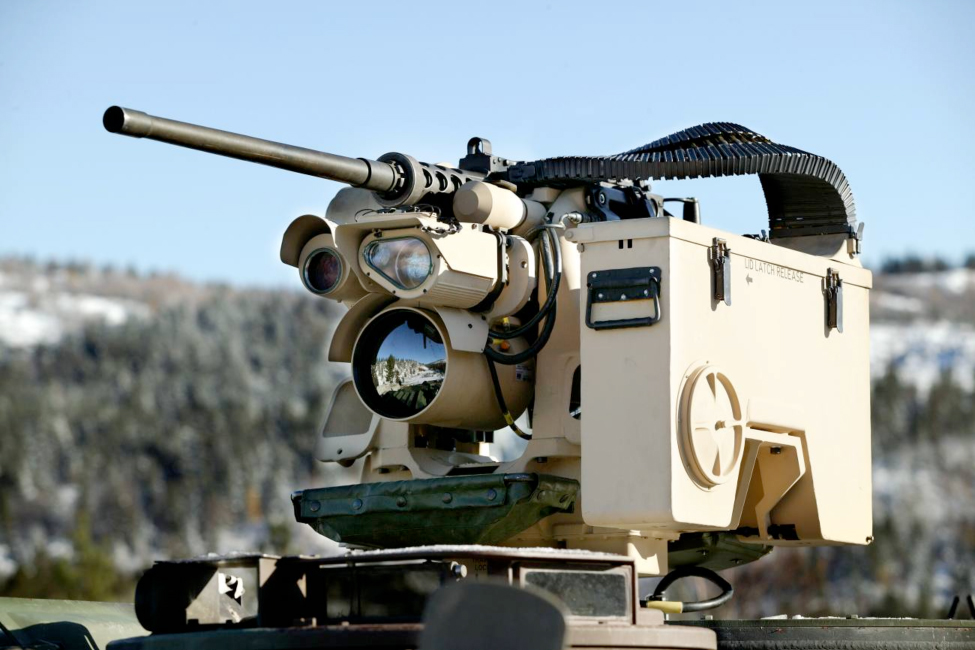
Кулемет дистанційного керування у вогневому бойовому модулі XM153

Стаціонарний пристрій, здатний самостійно або під дистанційним керуванням виконувати поставлені бойові завдання. Під автоматичною туреллю найчастіше розуміють будь-який засіб бойового ураження, здатний вести вогонь по противнику без безпосередньої участі людини, який при цьому не володіє можливістю переміщєння.
Деякі розробки, завдяки застосуванню сучасної оптики та електроніки, здатні виявляти цілі на відстані до 2200 метрів. Крім того, автоматична турель працює в умовах поганої видимості та вночі.
На озброєнні ЗСУ з 2023 року (перше застосування у 2014 році під час АТО), використовується роботизована турель "Шабля", здатна виявляти живі ворожі цілі на відстані до 1,8 км, а техніку противника на відстані до 5 км. Стандартизована під патрон 7,62 мм та 12,7 мм, або використовуватися у якості гранатомета під заряд 40 мм. Ефективна відстань ураження складає до 2 км. 

#### Караульні автоматичні турелі
Спеціальні роботизовані караульні турелі встановлено на вежах вздовж кордонів. Озброєні кулеметами, гарматами та гранатометами, оснащені давачами, що дозволяють своєчасно виявляти порушення кордонів та передавати оператору всю інформацію щодо порушників. На практиці застосовуються на кордонах між США та Мексикою й Ізраїлем та Сектором Газа.
Посилення оборонної лінії або кордону автоматичними бойовими засобами значно підвищує її ефективність.

## Приклади застосування турелі

widths=180
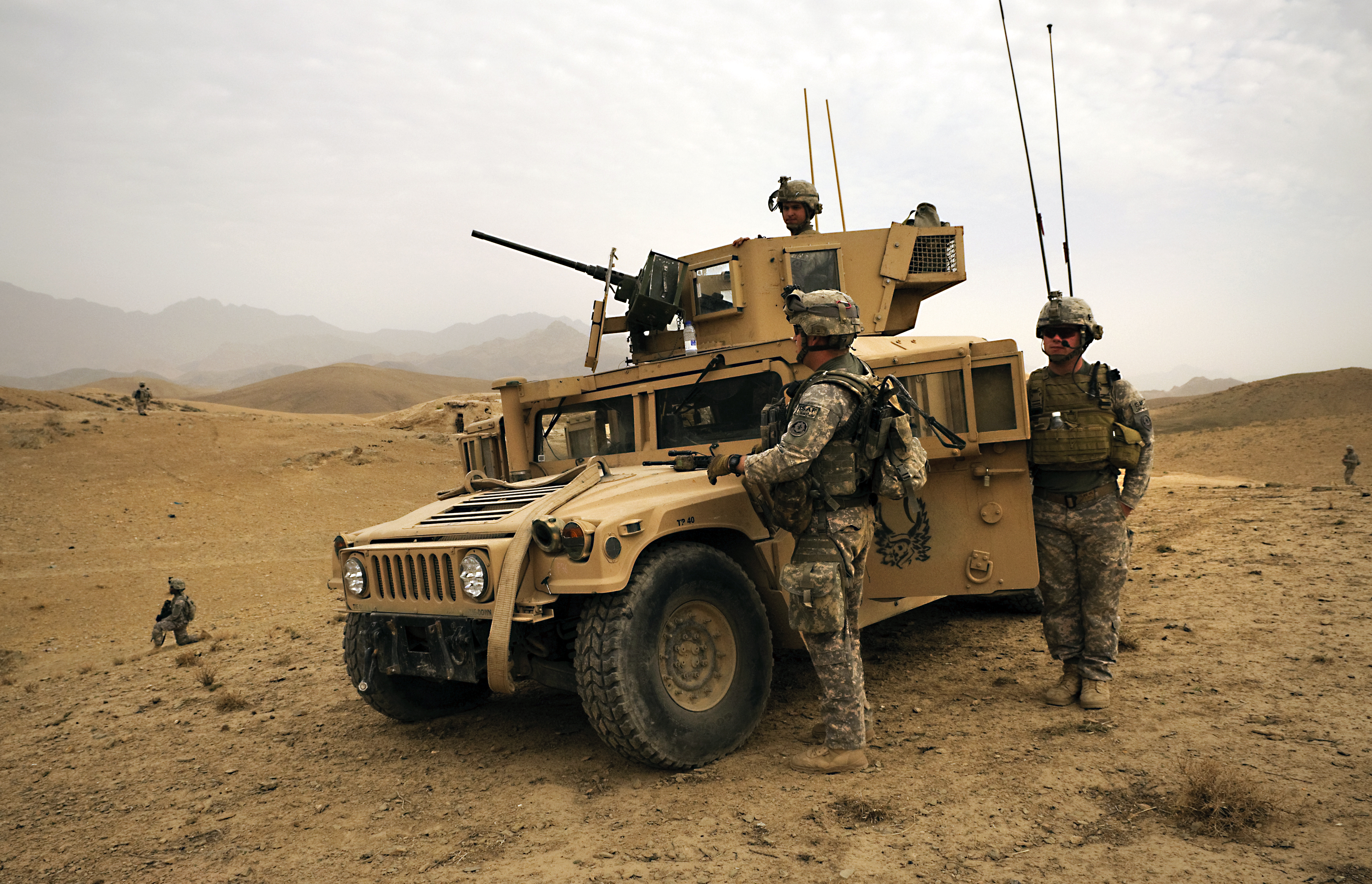
Напівзакрита з кулеметом M2 на позашляховику HMMWV (Афганістан)
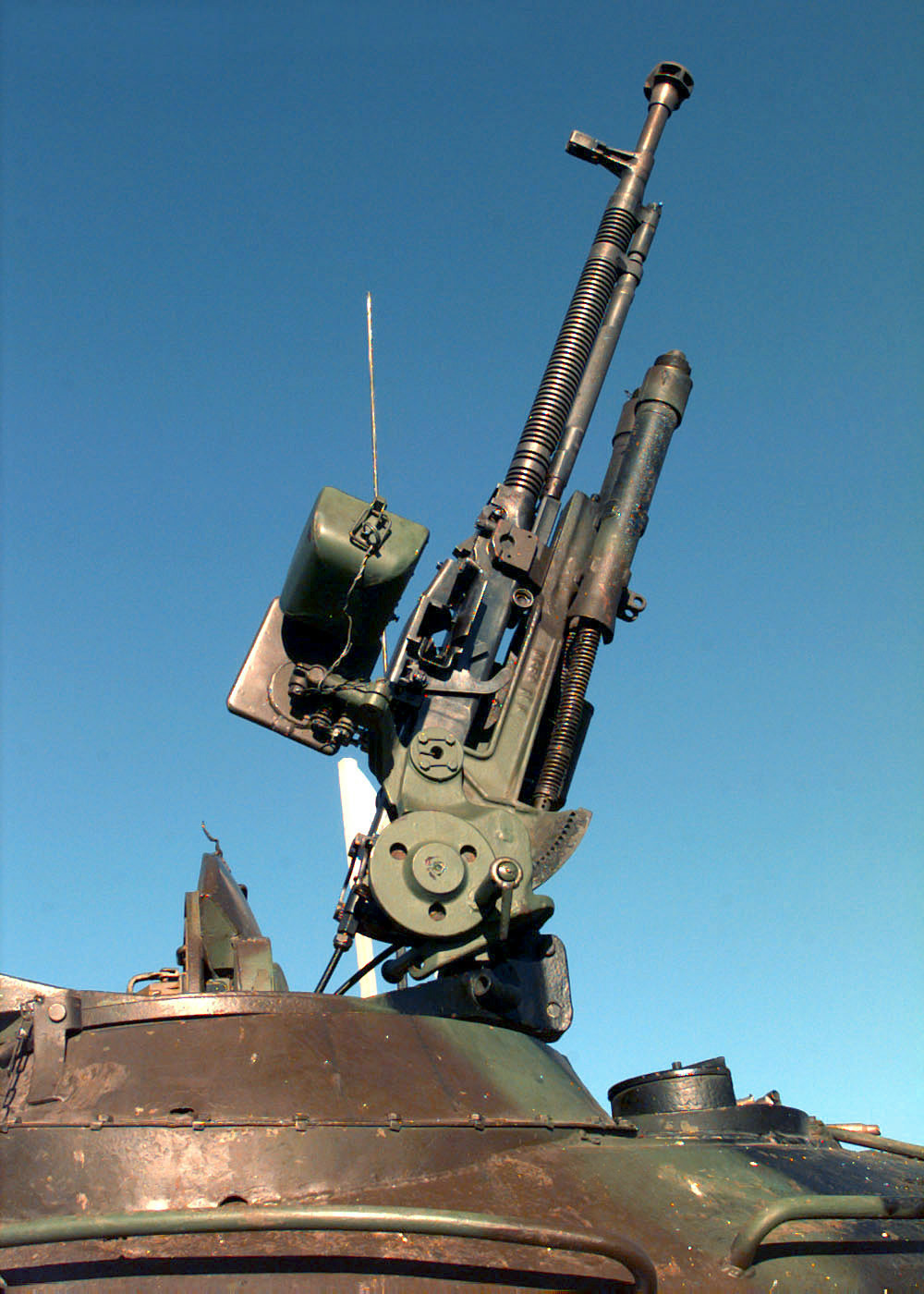
Зенітний кулемет ДШК на танку Т-55
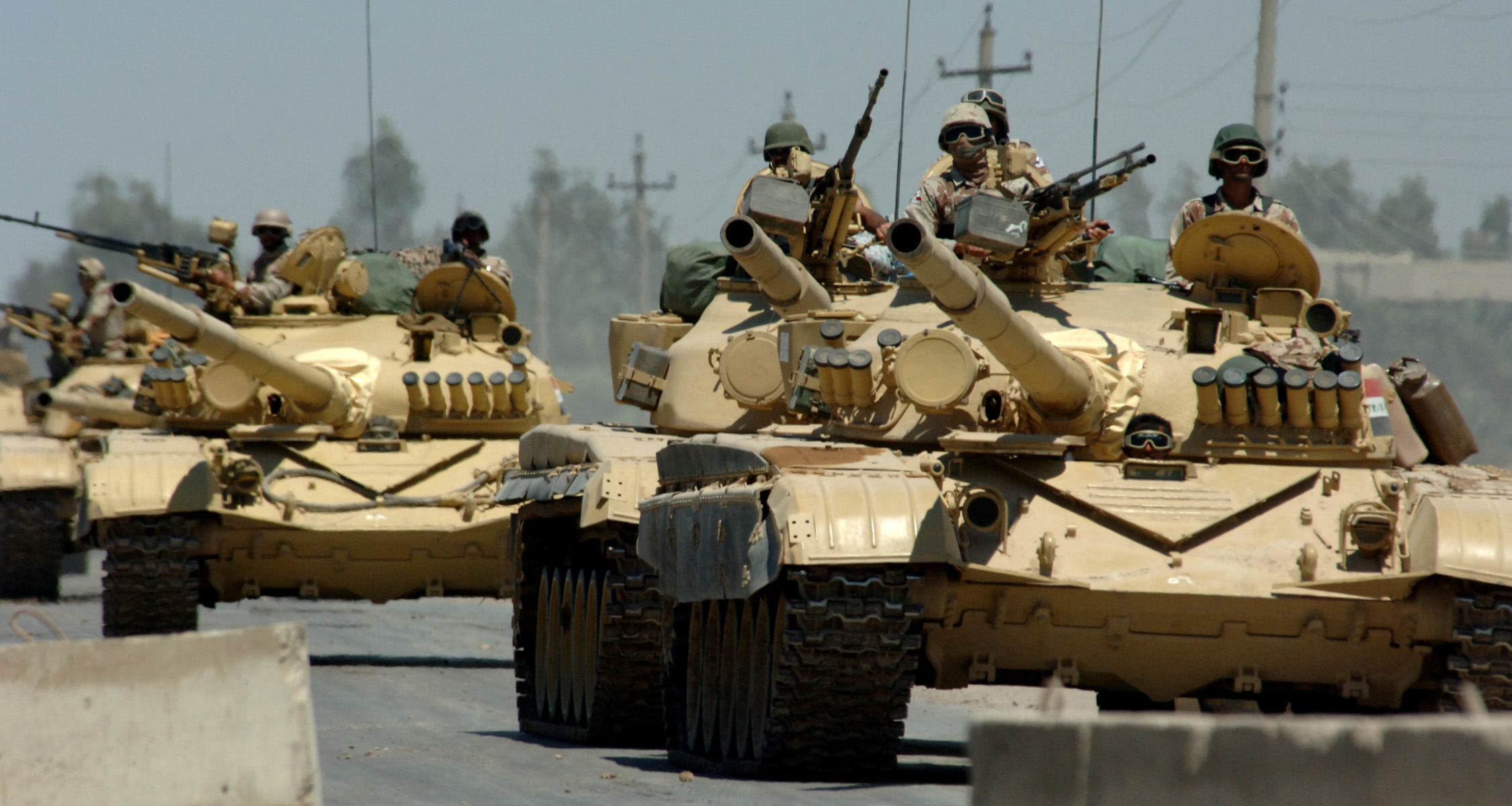
Великокаліберний кулемет НСВТ на Т-72 (Збройні сили Іраку)
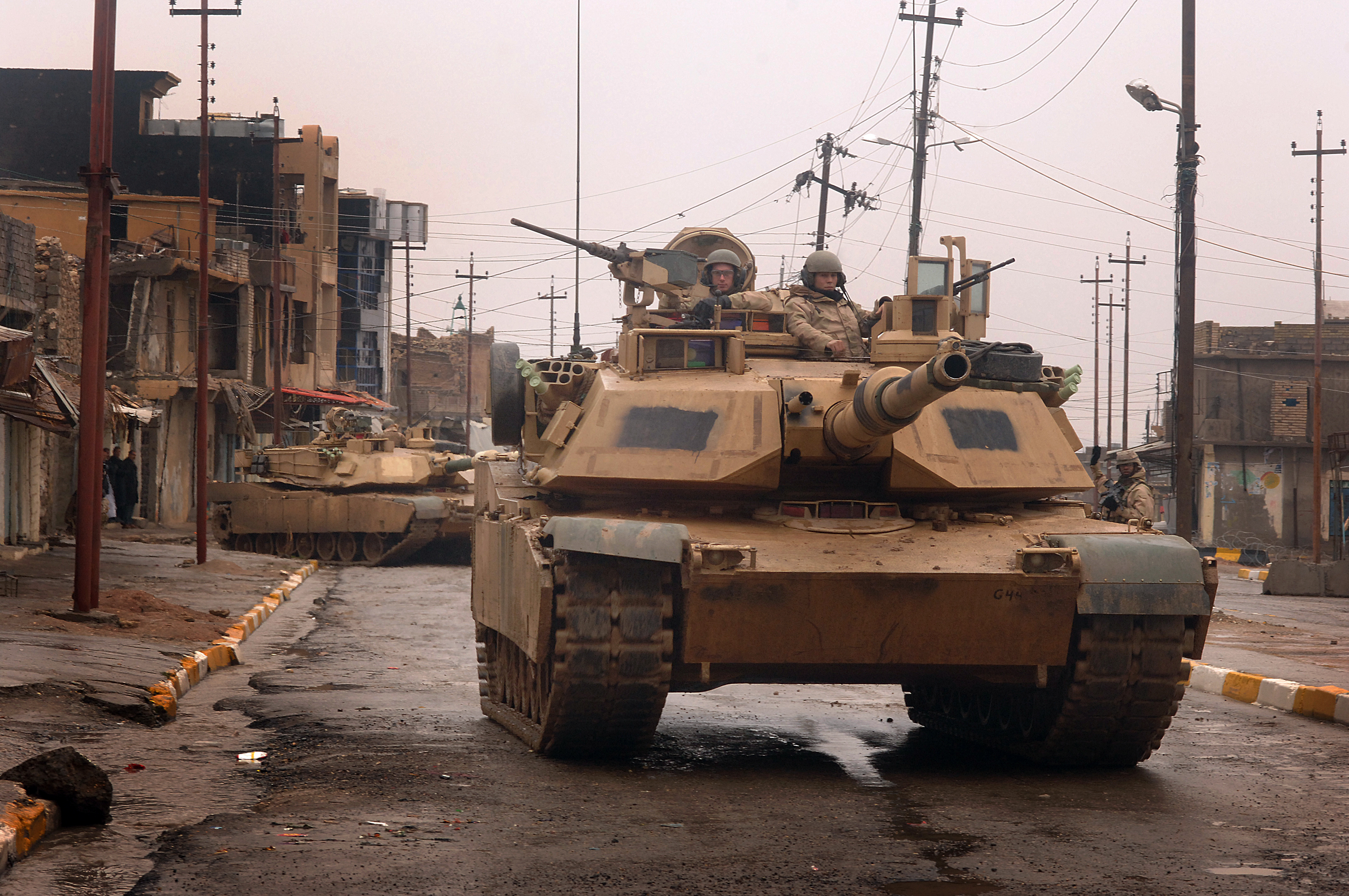
Дві турельні установки на танку M1 «Абрамс» (Талль-Афар, Ірак)
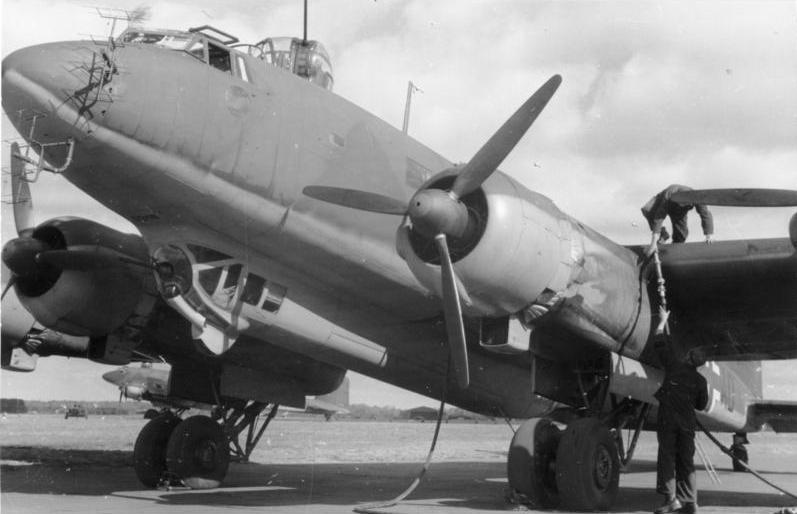
Кулемет MG 15 у передній надфюзеляжній турелі Fw 200 «Condor»
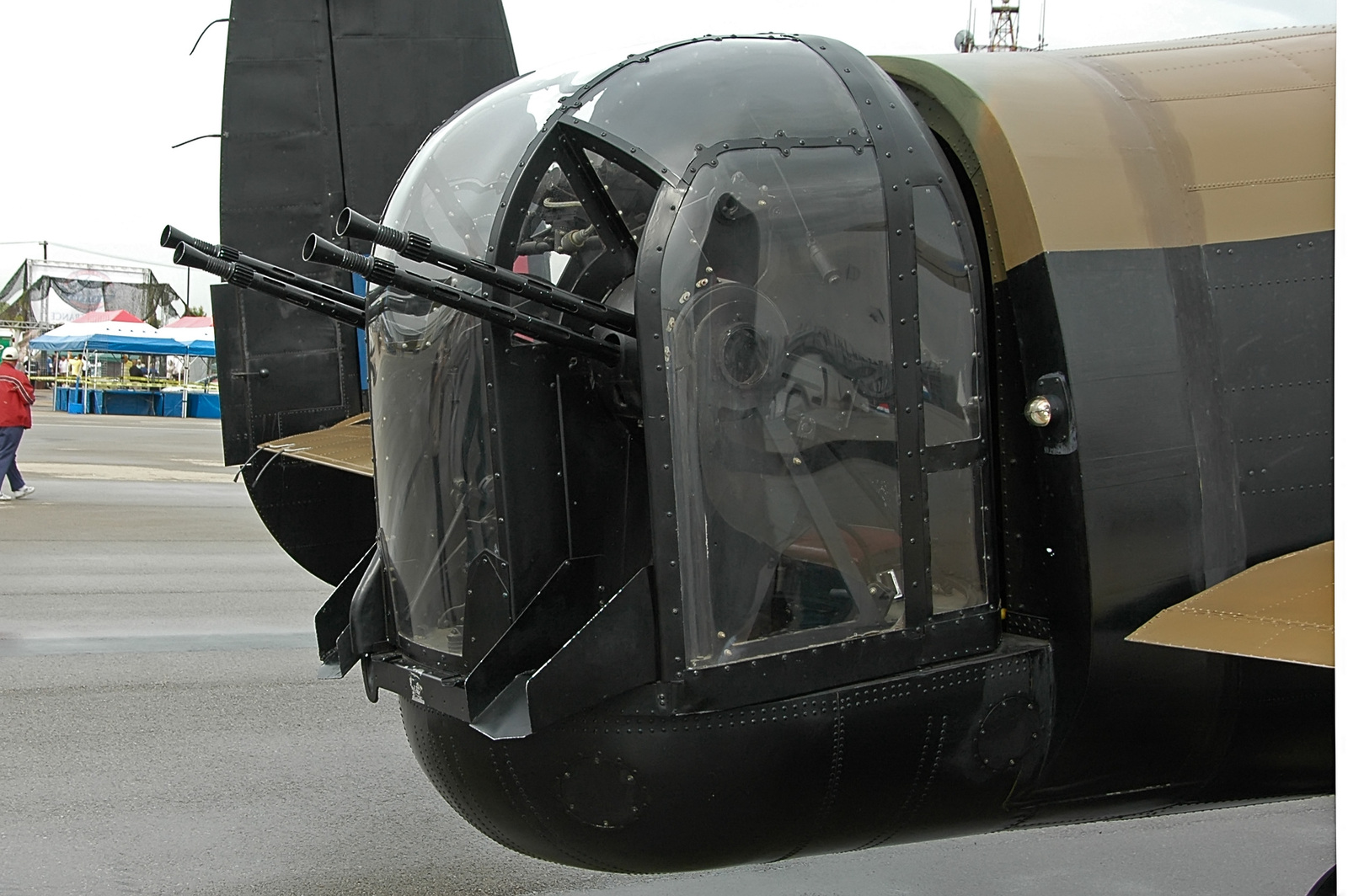
Задня турельна установка на британському бомбардувальнику Lancaster
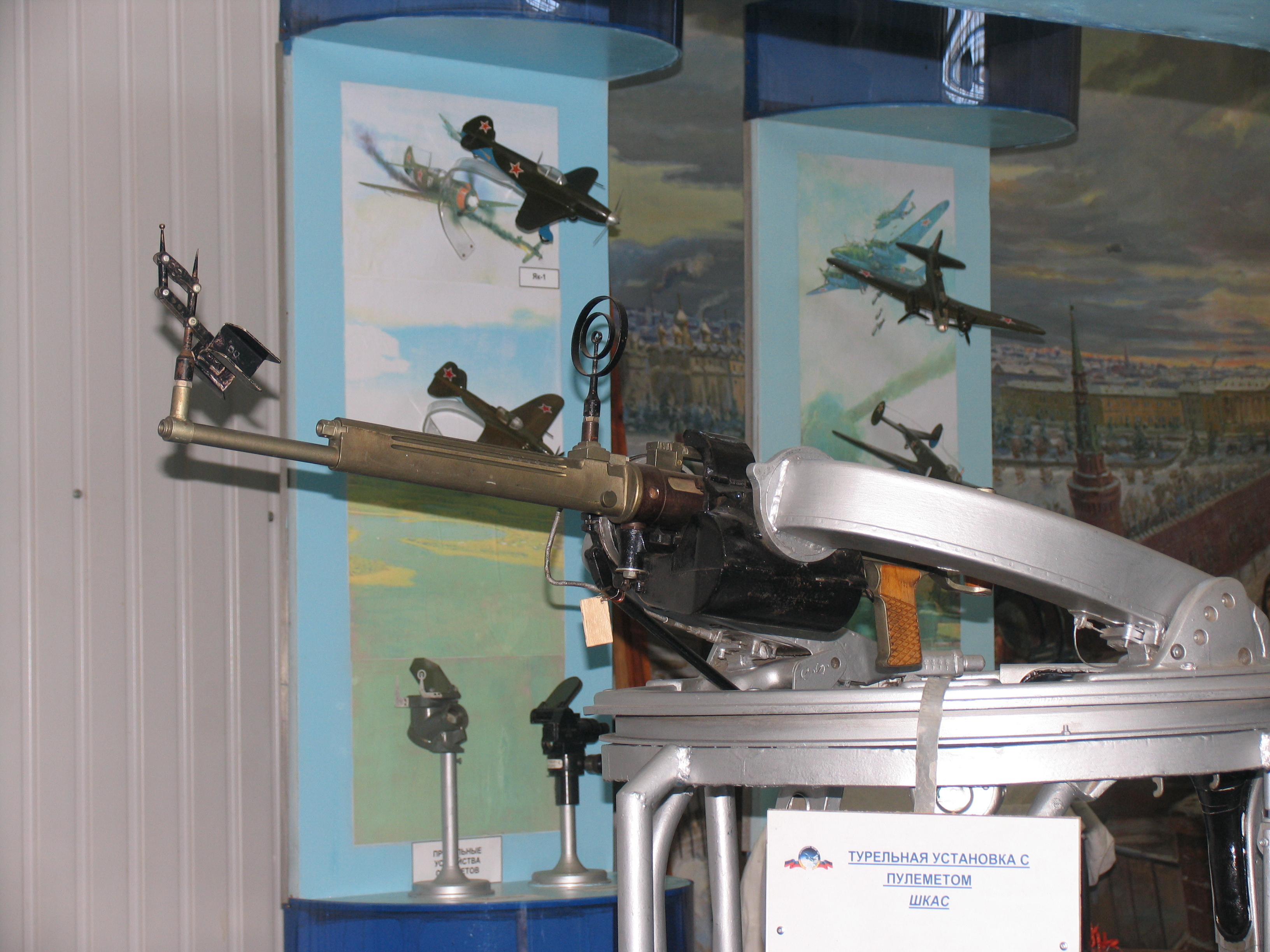
Авіаційний кулемет ШКАС[<small>Вн.</small> 1] на турелі
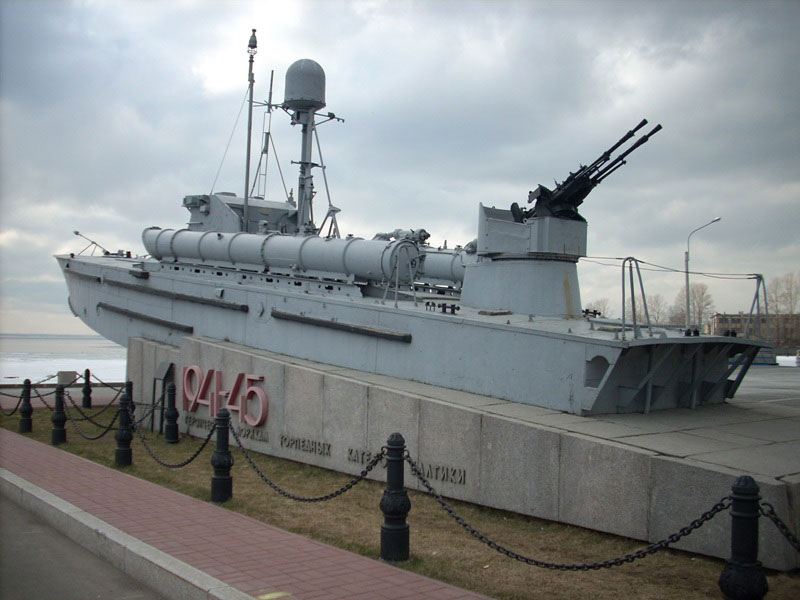
Палубна турельна установка 2М-5 на торпедному катері пр. 123К